# Scuderia Serenissima
Scuderia Serenissima – włoski konstruktor samochodów wyścigowych i były zespół Formuły 1, założony przez włoskiego hrabiego Giovanniego Volpi w 1950. Zespół brał udział w mistrzostwach świata Formuły 1 pomiędzy 1961 a 1962 (startując pod nazwą Scuderia SSS Republica di Venezia), używając bolidów Cooper, Lotus, De Tomaso i Porsche. W 1967 ponownie Serenissima planowała wystawić swój zespół w Formule 1, tym razem z własnej konstrukcji bolidem o nazwie Serenissima M1AF, ale jednak do tego nie doszło.

## Wyniki w Formule 1
| Legenda oznaczeń w tabelach wyników Wyświetl szablon na nowej stronie | Legenda oznaczeń w tabelach wyników Wyświetl szablon na nowej stronie                                                                     |
| Oznaczenie                                                            | Wyjaśnienie |
| --------------------------------------------------------------------- | --- |
| Złoty                                                                 | Zwycięzca lub mistrzostwo |
| Srebrny                                                               | 2. miejsce lub wicemistrzostwo |
| Brązowy                                                               | 3. miejsce lub II wicemistrzostwo |
| Zielony                                                               | Ukończył, punktował (w klasyfikacji generalnej, gdy zdobył co najmniej jeden punkt na przestrzeni sezonu, poza trzema powyższymi opcjami) |
| Niebieski                                                             | Ukończył, nie punktował (w klasyfikacji generalnej, gdy nie zdobył co najmniej jednego punktu na przestrzeni sezonu)                      |
| Czerwony                                                              | Nie zakwalifikował się (NZ) |
| Czerwony                                                              | Nie prekwalifikował się (NPK) |
| Różowy                                                                | Nie ukończył (NU) |
| Różowy                                                                | Niesklasyfikowany (NS) (w klasyfikacji generalnej, gdy nie został sklasyfikowany w żadnym wyścigu sezonu)                                 |
| Czarny                                                                | Zdyskwalifikowany (DK) |
| Czarny                                                                | Wykluczony (WYK/EX) |
| Biały                                                                 | Nie wystartował (NW) |
| Biały                                                                 | Kontuzjowany (K/INJ) |
| Biały                                                                 | Wyścig odwołany (OD/C) |
| Bez koloru                                                            | Został wycofany (WYC/WD) |
| Bez koloru                                                            | Nie przybył (NP/DNA) |
| Bez koloru                                                            | Nie brał udziału w treningach (NT/DNP) |
| Bez koloru                                                            | Nie został zgłoszony (–) |
| Pogrubienie                                                           | Start z pole position |
| Kursywa                                                               | Najszybsze okrążenie wyścigu |
| †                                                                     | Nie ukończył, ale jego rezultat został zaliczony ze względu na przejechanie więcej niż 90% dystansu wyścigu.                              |
| *                                                                     | Sezon w trakcie |
| 1/2/3                                                                 | Punktowana pozycja w sprincie kwalifikacyjnym                                                                                             |
| Lista systemów punktacji Formuły 1                                    | |

| Sezon | Konstruktor          | Kierowcy            | Wyniki w poszczególnych eliminacjach | Wyniki w poszczególnych eliminacjach | Wyniki w poszczególnych eliminacjach | Wyniki w poszczególnych eliminacjach | Wyniki w poszczególnych eliminacjach | Wyniki w poszczególnych eliminacjach | Wyniki w poszczególnych eliminacjach | Wyniki w poszczególnych eliminacjach | Wyniki w poszczególnych eliminacjach | Wyniki kierowców | Wyniki kierowców | Wyniki konstruktora | Wyniki konstruktora |
| Sezon | Konstruktor          | Kierowcy            | MCO                                  | NLD                                  | BEL                                  | FRA                                  | GBR                                  | DEU                                  | ITA                                  | USA                                  |                                      | Punkty           | Pozycja          | Punkty              | Pozycja             |
| ----- | -------------------- | ------------------- | ------------------------------------ | ------------------------------------ | ------------------------------------ | ------------------------------------ | ------------------------------------ | ------------------------------------ | ------------------------------------ | ------------------------------------ | ------------------------------------ | ---------------- | ---------------- | ------------------- | ------------------- |
| 1961  | Cooper-Maserati      | Maurice Trintignant | 7                                    |                                      | NU                                   | 13                                   |                                      | NU                                   | 9                                    |                                      |                                      | 0                | NS               | 0                   | NS                  |
| 1961  | De Tomaso-O.S.C.A.   | Giorgio Scarlatti   |                                      |                                      |                                      | NU                                   |                                      |                                      |                                      |                                      |                                      | 0                | NS               | 0                   | NS                  |
| 1961  | De Tomaso-Alfa Romeo | Giorgio Scarlatti   |                                      |                                      |                                      |                                      |                                      |                                      | WD                                   |                                      |                                      | 0                | NS               | 0                   | NS                  |
| 1961  | De Tomaso-Alfa Romeo | Nino Vaccarella     |                                      |                                      |                                      |                                      |                                      |                                      |                                      | NU                                   |                                      | 0                | NS               | 0                   | NS                  |
| Sezon | Konstruktor          | Kierowcy            | NLD                                  | MCO                                  | BEL                                  | FRA                                  | GBR                                  | DEU                                  | ITA                                  | USA                                  | ZAF                                  | Punkty           | Pozycja          | Punkty              | Pozycja             |
| 1962  | Lotus-Climax         | Nino Vaccarella     |                                      | NZ                                   |                                      |                                      |                                      |                                      | 9                                    |                                      |                                      | 0                | NS               | 36                  | 2                   |
| 1962  | Porsche              | Nino Vaccarella     |                                      |                                      |                                      |                                      |                                      | 15                                   |                                      |                                      |                                      | 0                | NS               | 18                  | 5                   |